# Comté de Baltimore
Pour les articles homonymes, voir Baltimore (homonymie).
Le comté de Baltimore (anglais : Baltimore County) est un comté de l'État du Maryland aux États-Unis. Malgré son nom, il n'inclut plus la ville de Baltimore, celle-ci est en effet devenue une ville indépendante en 1851. Le siège du comté est à Towson. Selon le recensement de 2020, sa population est de 854 535 habitants.

## Géographie
Le comté a une superficie de 1 766 km2, dont 1 550 km2 de terres.

### Comtés adjacents
- Comté de York, Pennsylvanie (nord)
- Comté de Carroll (ouest)
- Comté de Harford (est) (east)
- Comté d'Anne Arundel (sud)
- Comté de Howard (sud-ouest)

La ville indépendante de Baltimore est entourée de trois côtés par le comté de Baltimore.

## Communes
Toutes ces localités du comté sont « census-designated places » ou autres aires « non incorporées », plutôt que municipalités ou communes « incorporées ».
- Arbutus (Maryland)
- Catonsville
- Dundalk (Maryland)
- Hunt Valley
- Lansdowne-Baltimore Highlands
- Lochearn (Maryland)
- Lutherville-Timonium, Maryland
- Middle River
- Overlea
- Owings Mills
- Parkville (Maryland)
- Perry Hall
- Pikesville
- Randallstown
- Reisterstown (en)
- Rosedale (Maryland)
- Sparrows Point
- Towson
- Woodlawn (Maryland)